# Nationalliga A (Elektrorollstuhl-Hockey) 2019/20
Die Saison 2019/20 war die siebte Saison der Nationalliga A im Powerchair-Hockey in der Schweiz. Mit den Red Eagle Basel spielt ein Neuling zum ersten Mal in der Obersten Liga. Durch den Verzicht der Zeka Rollers A bleiben die Rolling Thunder Bern trotz des Letzten Tabellenrangs in der Liga. Nachdem wegen der COVID-19-Pandemie der 3. Spieltag vom 7. März 2020 zuerst auf unbestimmte Zeit verschoben wurde, hat die Spielkommission am 19. März 2020 die Saison in beiden Ligen abgebrochen. Es wird auch keinen Meister geben. Einzig die Torschützen werden gewertet und in die Ewige Torschützenlisten einberechnet. Auch der Swisscup fiel dem Coronavirus zum Opfer.

## Spieltag NLA
| 1. Spieltag 7. September 2019 Bern |   |                      |      |
| Rolling Thunder Bern               | – | Iron Cats Zürich II  | 12:6 |
| Red Eagle Basel                    | – | Iron Cats Zürich     | 3:13 |
| Iron Cats Zürich                   | – | Iron Cats Zürich II  | 7:4  |
| Red Eagle Basel                    | – | Rolling Thunder Bern | 5:23 |
| Iron Cats Zürich II                | – | Red Eagle Basel      | 12:1 |
| Iron Cats Zürich                   | – | Rolling Thunder Bern | 9:8  |

| 2. Spieltag 9. November 2019 Wallisellen |   |                      |      |
| Iron Cats Zürich II                      | – | Rolling Thunder Bern | 6:7  |
| Red Eagle Basel                          | – | Iron Cats Zürich     | 1:15 |
| Red Eagle Basel                          | – | Rolling Thunder Bern | 8:14 |
| Iron Cats Zürich                         | – | Iron Cats Zürich II  | 3:0  |
| Iron Cats Zürich II                      | – | Red Eagle Basel      | 13:2 |
| Rolling Thunder Bern                     | – | Iron Cats Zürich     | 9:11 |

| 3. Spieltag 7. März 2020 Basel (Meisterschaftsabbruch infolge Corona-Virus) |   |                      |  |
| Red Eagle Basel                                                             | – | Iron Cats Zürich     |  |
| Rolling Thunder Bern                                                        | – | Iron Cats Zürich II  |  |
| Rolling Thunder Bern                                                        | – | Iron Cats Zürich     |  |
| Iron Cats Zürich II                                                         | – | Red Eagle Basel      |  |
| Red Eagle Basel                                                             | – | Rolling Thunder Bern |  |
| Iron Cats Zürich II                                                         | – | Iron Cats Zürich     |  |

| 4. Spieltag 18. April 2020 Wallisellen (Meisterschaftsabbruch infolge Corona-Virus) |   |                      |  |
| Iron Cats Zürich                                                                    | – | Red Eagle Basel      |  |
| Rolling Thunder Bern                                                                | – | Iron Cats Zürich II  |  |
| Iron Cats Zürich II                                                                 | – | Red Eagle Basel      |  |
| Rolling Thunder Bern                                                                | – | Iron Cats Zürich     |  |
| Iron Cats Zürich                                                                    | – | Iron Cats Zürich II  |  |
| Red Eagle Basel                                                                     | – | Rolling Thunder Bern |  |

## Tabelle NLA
Stand der Tabelle bis zum Abbruch der Saison.
| Pl.                      | Verein                  | Sp. | S | U | N | Tore    | Diff. | Punkte |
| ------------------------ | ----------------------- | --- | - | - | - | ------- | ----- | ------ |
| 1.                       | Iron Cats Zürich (M, C) | 6   | 6 | 0 | 0 | 058:250 | +33   | 18     |
| 2.                       | Rolling Thunder Bern    | 6   | 4 | 0 | 2 | 073:450 | +28   | 12     |
| 3.                       | Iron Cats Zürich II     | 6   | 2 | 0 | 4 | 041:320 | +9    | 06     |
| 4.                       | Red Eagle Basel         | 6   | 0 | 0 | 6 | 020:900 | −70   | 0      |
| Stand: 10. November 2019 |                         |     |   |   |   |         |       |        |

| Legende | Legende                                 |
| ------- | --------------------------------------- |
| (M)     | amtierender Schweizer Meister           |
| (C)     | Schweizer Cup-Sieger der letzten Saison |

### Torschützen NLA
| Pl.    | Name              | Team                 | Tore |
| ------ | ----------------- | -------------------- | ---- |
| 01.    | Jan Schäublin     | Rolling Thunder Bern | 49   |
| 02.    | Dominik Zenhäuser | Iron Cats Zürich     | 45   |
| 03.    | Manuel Melder     | Iron Cats Zürich II  | 27   |
| 04.    | Stefan Müller     | Rolling Thunder Bern | 21   |
| 05.    | Elia Amsler       | Red Eagle Basel      | 20   |
| 06.    | Dave Inhelder     | Iron Cats Zürich     | 9    |
| 07.    | Ismail Binaku     | Iron Cats Zürich     | 7    |
| 08.    | Noé Spirig        | Iron Cats Zürich     | 5    |
| 09.    | Tim Marti         | Rolling Thunder Bern | 3    |
| 10.    | Jan Oehninger     | Iron Cats Zürich     | 2    |
|        | Driton Avdijaj    | Iron Cats Zürich     | 2    |
| 12.    | Abdirahman Aden   | Iron Cats Zürich     | 1    |
| Quelle |                   |                      |      |

## Tabelle NLB
| Pl.                       | Verein                      | Sp. | S | U | N | Tore    | Diff. | Punkte |
| ------------------------- | --------------------------- | --- | - | - | - | ------- | ----- | ------ |
| 1.                        | Lucerne Sharks              | 6   | 5 | 1 | 0 | 028:400 | +24   | 16     |
| 2.                        | Zeka Rollers Aargau         | 6   | 5 | 0 | 1 | 036:300 | +33   | 15     |
| 3.                        | Iron Cats Zürich III        | 6   | 4 | 1 | 1 | 019:300 | +16   | 13     |
| 5.                        | Rolling Thunder Bern II     | 6   | 3 | 0 | 3 | 023:210 | +2    | 09     |
| 4.                        | Qualmende Reifen St. Gallen | 6   | 2 | 0 | 4 | 018:240 | −6    | 06     |
| 6.                        | Red Eagle Basel 2           | 6   | 1 | 0 | 5 | 002:380 | −36   | 03     |
| 7.                        | Whirldrivers Lausanne       | 6   | 0 | 0 | 6 | 004:370 | −33   | 0      |
| Stand: 21. September 2019 |                             |     |   |   |   |         |       |        |

### Torschützen NLB (Top Ten)
| Pl.    | Name             | Team                        | Tore |
| ------ | ---------------- | --------------------------- | ---- |
| 01.    | Marco Ilic       | Lucerne Sharks              | 23   |
| 02.    | Tim Marti        | Rolling Thunder Bern II     | 21   |
| 03.    | Susanne Henzmann | Zeka Rollers Aargau         | 18   |
| 04.    | Fatlum Salihi    | Qualmende Reifen St. Gallen | 14   |
| 05.    | José Schnider    | Zeka Rollers Aargau         | 12   |
| 06.    | Ben Waldly       | Zeka Rollers Aargau         | 9    |
| 07.    | Ismail Binaku    | Iron Cats III               | 7    |
| 08.    | Lea Knecht       | Zeka Rollers Aargau         | 4    |
|        | Téo Haldi        | Whirldrivers Lausanne       | 4    |
|        | Matthias Kaiser  | Qualmende Reifen St.Gallen  | 4    |
| Quelle |                  |                             |      |